# Tu viện Thánh Thomas, Brno

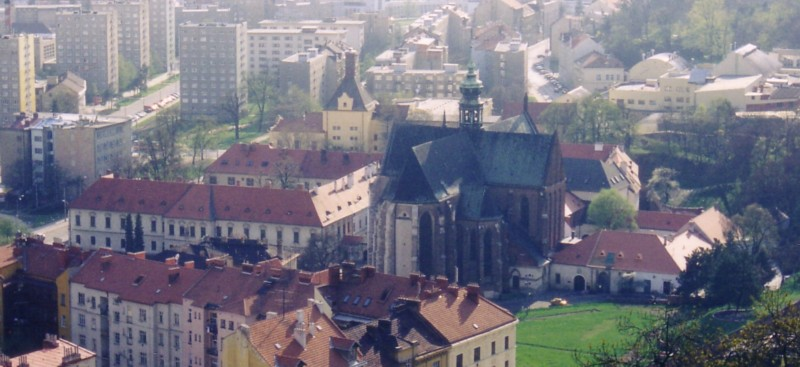
Tu viện Augustinian ở St Thomas, Brno

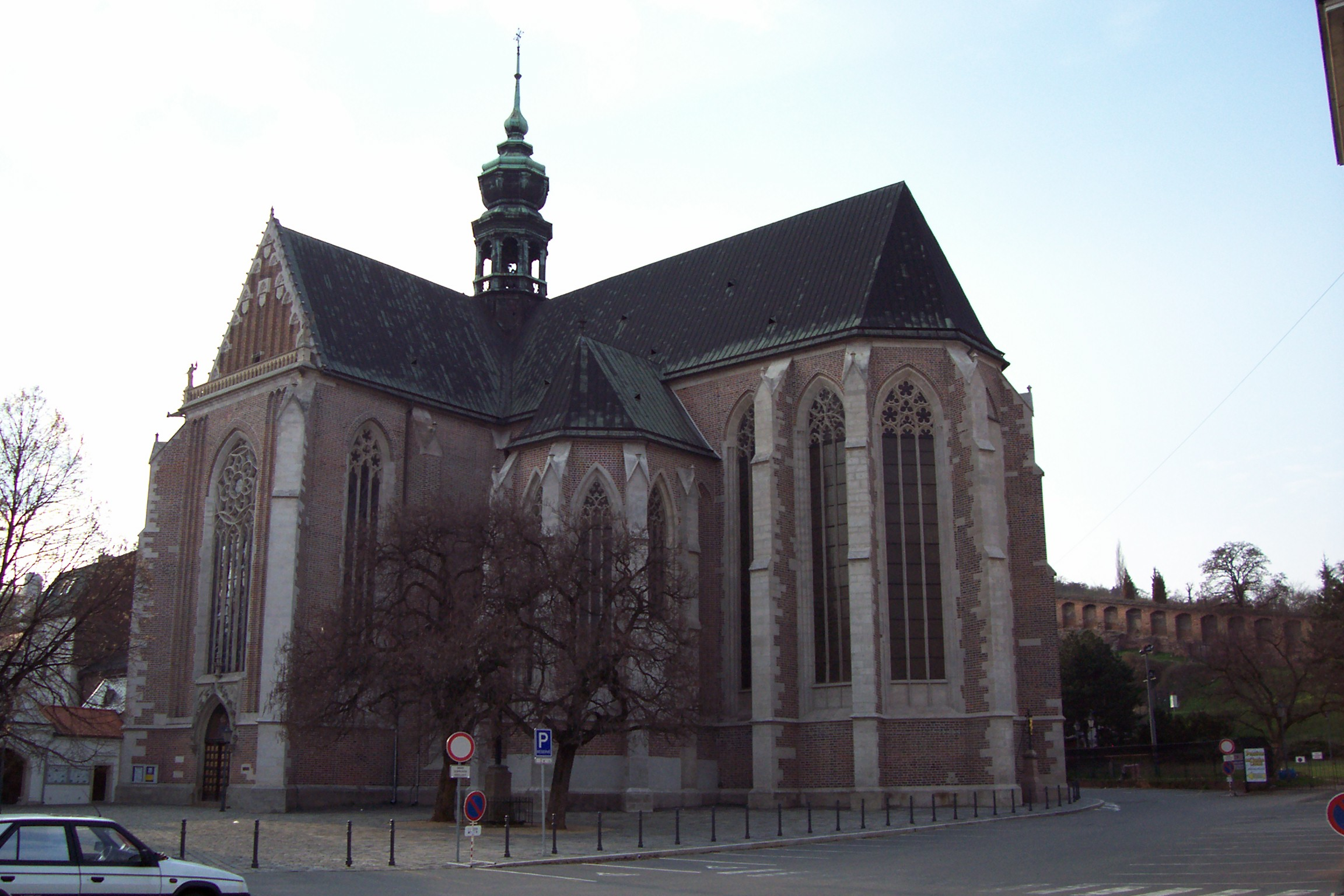
Nhà thờ tổ chức lễ thăng thiên của Đức mẹ đồng trinh

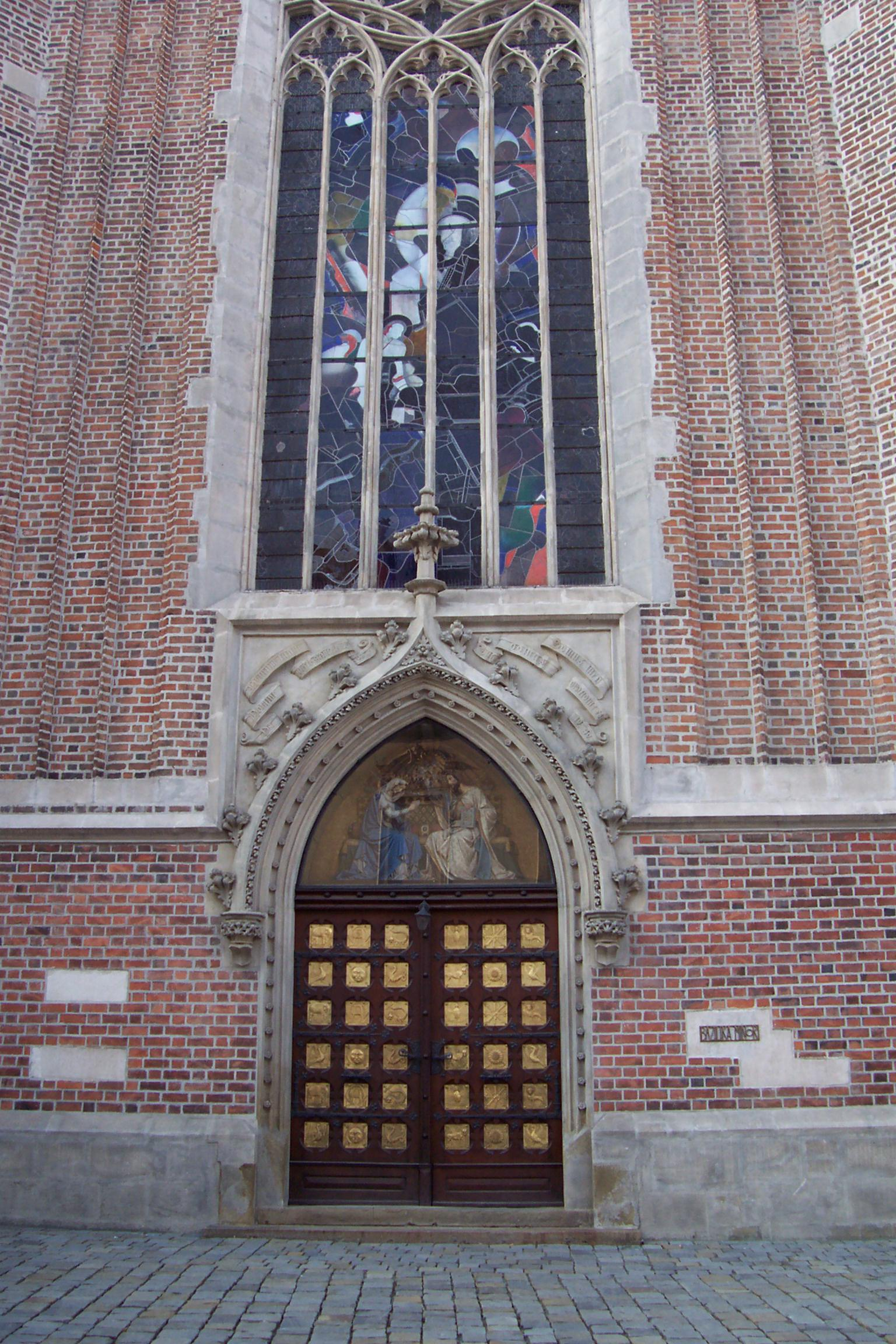
Lối vào phía nam của nhà thờ

Tu viện Thánh Thomas (hay còn đươc gọi là Königskloster) là một nhà thờ thuộc phái Augustinô nằm ở thành phố Brno, Cộng hòa Séc. Viện phụ Gregor Mendel là nhà di truyền học và đồng thời là nhà lãnh đạo tôn giáo nổi tiếng nhất cho đến nay. Từ năm 1856 đến năm 1863, ông tiến hành các thí nghiệm của mình trên đậu Hà Lan trông trong vườn tu viện. Các thí nghiệm của ông đã đưa ra hai quy luật mà sau này được gọi là quy luật di truyền Mendel.

## Lịch sử
Năm 1346, một số người thuộc phái Augustinô đến thành phố Brno, trong đó có John Henry và Margrave đã bắt đầu xây dựng tu viện đầu tiên của họ. Các cơ sở này nằm trên Quảng trường Moravia. Khoảng năm 1650, một tổ chức âm nhạc được thành lập tại tu viện. Đây là sự khởi đầu của một truyền thống âm nhạc lâu dài và có ý nghĩa tại tu viện này. Tới năm 1780, do mong muốn chiếm hữu những tòa nhà có vị trí đẹp, Hoàng đế Joseph II đã buộc các giáo sĩ trong tu viện phải dọn ra ngoài sống. Các vật dụng tôn giáo được trao cho văn phòng thống đốc và nhà thờ được chuyển thành nhà thờ giáo xứ. Các tu sĩ bị đuổi đi đã chuyển đến ngoại ô Staré Brno, tại đây họ tiếp quản nhà thờ và tu viện Xitô.
Từ năm 1848 đến năm 1872, nhà soạn nhạc người Séc tên là Pavel Křížkovský đã quyết định xuất gia và giảng dạy âm nhạc phụng vụ tại tu viện. Năm 1865, ông hợp tác dài hạn với nhà soạn nhạc trẻ Leoš Janáek thành lập ca đoàn.

## Bảo tàng Mendel
Tu viện Augustinian hiện nay được sử dụng với vai trò là Bảo tàng Di truyền học  dành cho người sáng lập ra ngành di truyền học, Gregor Mendel. Tại bảo tàng, khác du khách có thể tham quan khu vườn mà Gregor Mendel đã thực hiện thí nghiệm nổi tiếng của mình.